# 中島史子
中島 史子（なかじま ふみこ）は、日本のアーティスト。東京都出身。東京都立三鷹高等学校を経て、早稲田大学第一文学部史学科美術史学専攻卒業。大学卒業後、ニットデザイナーなどを経て、1990年（平成2年）から2004年までの14年間、スペインのバルセロナに住み、銅版画彫金、ジュエリーデザインを学び、スペインで作品発表。2004年（平成16年）に日本に帰国し、日本でも数々の作品展を開催している。　